# Fréjus Zerbo
Louri Fréjus Zerbo (Yaba, Burkina Faso; 2 de abril de 1989) es un jugador de baloncesto burkinés-marfileño que actualmente pertenece a la plantilla del Aix Maurienne Savoie Basket de la Pro B, la segunda división francesa. Con 2,08 metros de altura juega en la posición de Pívot. Es internacional absoluto con Costa de Marfil.

## Trayectoria Profesional

### Inicios
Formado en la cantera del STB Le Havre, debutó con el primer equipo de la Pro A en la temporada 2007-2008 (3 partidos de liga con un promedio de 1 rebote y 0,3 robos en 6 min). También jugó 2 partidos de play-offs (0,5 rebotes y 0,5 robos en 1,5 min de media).
En la temporada 2008-2009, jugó 1 partido de liga (1 falta en 3 min) y 1 de Eurocup (1 falta en 5,5 min) con el primer equipo.
Disputó 4 partidos de liga con el conjunto de Le Havre entre las dos temporadas, promediando 0,7 rebotes y 0,2 robos en 5,2 min de media.

### BCM Gravelines
Los siguientes dos años (2009-2011), estuvo en el BCM Gravelines, con el que ganó la Semaine des As en 2011.
En su primera temporada (2009-2010), jugó 17 partidos de liga, 5 de play-offs y 5 de EuroChallenge, promediando en liga 2,9 puntos (58,8 % en tiros de 2) y 3,4 rebotes en 8,4 min, en play-offs 2,2 puntos y 3,4 rebotes en 9,4 min, y en la EuroChallenge 2,8 puntos (66,7 % en tiros de 2) y 3 rebotes en 9 min.
En su segunda y última temporada (2010-2011), jugó 22 partidos de liga, 2 de play-offs y 14 de EuroChallenge, promediando en liga 1,8 puntos (60 % en tiros de 2) y 1,5 rebotes en 5,9 min, en play-offs 0,5 rebotes en 2,5 min, y en la EuroChallenge 3,9 puntos y 4,4 rebotes en 13 min.
Disputó un total de 39 partidos de liga, 7 de play-offs y 19 de EuroChallenge con el cuadro de Gravelines entre las dos temporadas, promediando en liga 2,2 puntos (59,3 % en tiros de 2) y 2,2 rebotes en 7 min de media, en play-offs 1,5 puntos y 2,5 rebotes en 7,4 min de media, y en la EuroChallenge 3,5 puntos y 4 rebotes en 12 min de media.

### CSP Limoges
En el verano de 2011, firmó por tres años por el CSP Limoges, que por entonces estaba en la Pro B (2ª división francesa. El 30 de junio de 2014, renovó por una temporada. El 1 de julio de 2015, renovó por cinco temporadas.
En 2012, ganó la Pro B (de esta manera ascendieron a la Liga Nacional de Baloncesto de Francia|Pro A) y el Match des Champions y la Pro A en 2014 y 2015.
En su primera temporada (2011-2012; en la Pro B), jugó 27 partidos de liga y 7 de play-offs, promediando en liga 2,4 puntos y 3 rebotes en 10,8 min de media, mientras que en play-offs promedió 1 punto (60 % en tiros libres) y 2,3 rebotes en 7,7 min de media.
En su segunda temporada (2012-2013; ya en la Pro A), jugó 29 partidos de liga con un promedio de 2 puntos y 2,3 rebotes en 10,3 min.
En su tercera temporada (2013-2014), jugó 28 partidos de liga y 10 de play-offs, promediando en liga 2,9 puntos (52,2 % en tiros de 2) y 2,7 rebotes en 11,4 min, mientras que en play-offs promedió 4,7 puntos (63,6 % en tiros de 2) y 1,7 rebotes en 12,8 min.
En su cuarta temporada (2014-2015), jugó 34 partidos de liga, 8 de play-offs, 10 de Euroliga y 6 de Eurocup, promediando en liga 3,1 puntos (54,4 % en tiros de 2 y 60 % en tiros libres) y 2,5 rebotes en 11,3 min, en play-offs 4 puntos (100 % en tiros libres) y 3,9 rebotes en 14 min, en la Euroliga 2,8 puntos y 2 rebotes en 11,2 min, y en la Eurocup 4,2 puntos (75 % en tiros libres) y 4,2 rebotes en 17,1 min.
En su quinta temporada (2015-2016), jugó 33 partidos de liga, 10 de Euroliga y 7 de Eurocup, promediando en liga 3 puntos (53,2 % en tiros de 2) y 2,8 rebotes en 11,4 min, en la Euroliga 5,4 puntos (60 % en tiros libres) y 4,1 rebotes en 16,3 min, y en la Eurocup 1,6 puntos y 2,1 rebotes en 9 min.

## Selección Marfileña
Es internacional absoluto con la selección de baloncesto de Costa de Marfil desde 2013, cuando disputó el AfroBasket 2013 celebrado en Abiyán, Costa de Marfil, donde Costa de Marfil quedó en 4ª posición tras perder en el partido por el bronce por 57-56 contra la selección de baloncesto de Senegal.
Jugó 7 partidos con un promedio de 3,7 puntos (50 % en tiros de 2 y 62,5 % en tiros libres) y 4,6 rebotes en 12,7 min de media, siendo el 4º máximo reboteador de su selección.